# V1008 Геркулеса
V1008 Геркулеса (лат. V1008 Herculis) — карликовая новая, двойная катаклизмическая переменная звезда типа U Близнецов (UG) или катаклизмическая переменная звезда типа SU Большой Медведицы (UGSU)* в созвездии Геркулеса на расстоянии (вычисленном из значения параллакса) приблизительно 1784 световых лет (около 547 парсек) от Солнца. Видимая звёздная величина звезды — от менее +18m до +13,5m.
Открыта Сергеем Валентиновичем Антипиным в 1998 году*.

## Характеристики
Первый компонент — аккрецирующий белый карлик.